# روون فرنانديز
روون فرنانديز لاعب كرة قدم جنوب أفريقي يلعب حاليا لنادي أرمينيا بيليفيلد.

## روابط خارجية
- روون فرنانديز على موقع الاتحاد الدولي (مؤرشف)  (الإنجليزية)
- روون فرنانديز على موقع قاعدة بيانات كرة القدم.إي يو (الإنجليزية)
- روون فرنانديز على موقع ناشيونال فوتبول تيمز (الإنجليزية)
- روون فرنانديز على موقع Soccerway.com (الإنجليزية)
- روون فرنانديز على موقع عالم كرة القدم.نت (الإنجليزية)
- روون فرنانديز على موقع أوليمبيديا (الإنجليزية)